# Promenade Dora-Bruder
La promenade Dora-Bruder est une voie située dans le quartier des Grandes-Carrières (18e arrondissement de Paris).

## Situation et accès
Cette promenade, située au-dessus des voies enterrées de la Petite Ceinture, se trouve entre les rues Belliard et Leibniz ; elle est inaugurée en présence du romancier le 1er juin 2015,.
Elle est desservie à proximité par la station Angélique Compoint de la ligne 3b du tramway d'Île-de-France.

## Origine du nom
La promenade porte le nom de l'héroïne du roman éponyme de Patrick Modiano (1997). Considérée comme l'une des œuvres les plus importantes de son auteur, notamment après l'obtention du prix Nobel de littérature en 2014, le roman et son héroïne principale conduisent la maire de Paris, Anne Hidalgo, à proposer de nommer fin 2014 une voie du 18e arrondissement de Paris « promenade Dora-Bruder ».

## Historique
Cette voie reçut en avril 2015 sa dénomination et a été inaugurée le 1er juin 2015 par la maire de Paris. 